# Stefan Oleszczuk
Stefan Oleszczuk (ur. 22 kwietnia 1958 w Kamieniu Pomorskim) – polski polityk. Burmistrz Kamienia Pomorskiego w latach 1990–1994, doradca prezydenta RP ds. samorządu terytorialnego w latach 1991–1994, starosta kamieński w latach 1998–2002.

## Życiorys

### Młodość i wykształcenie
Ukończył Technikum Mechaniczno-Energetyczne im. T. Hubera w Szczecinie. W 1978 powrócił do Stepnicy, gdzie pracował w tartaku jako mechanik-energetyk. W 1980 podjął pracę w księgowości Przedsiębiorstwa Robót Czerpalnych i Podwodnych, a od 1981 został kierownikiem ds. magazynów i zaopatrzenia w Centrali Nasiennej w Kamieniu Pomorskim.

### Działalność w PRL
Od 1976 zaangażowany w działania opozycyjne przeciwko władzy PRL. W 1980 wszedł w skład Komisji Robotniczej PRCiP i jako Delegat do Regionu uczestniczył w zebraniach założycielskich „Solidarności” w Regionie Zachodniopomorskim. Już wówczas zwolennik grupy działaczy głoszącej w wydawanej w Szczecinie „Jedności” tezę: „Socjalizm – nie, wypaczenia – tak”. Po wprowadzeniu stanu wojennego, 17 grudnia 1981 na mocy Dekretu o stanie wojennym został aresztowany wyrokiem Sądu Wojewódzkiego w Szczecinie z 23.02.1982 r. i skazany na 1,5 roku więzienia w zawieszeniu. W maju 1982 w wyniku rewizji złożonej przez Prokuraturę wyrokiem Sądu Najwyższego skazany na 1,5 roku więzienia. Po ogłoszeniu wyroku Sądu Najwyższego i ukrywaniu się w stanie wojennym powrócił do domu po amnestii w lipcu 1983 bez podpisania jakiejkolwiek „lojalki”, jednak miał problemy ze znalezieniem pracy z powodu nałożenia na niego tzw. „wilczego biletu”. Od 1989 Przewodniczący Komitetu Międzyzakładowego „Solidarność” w Kamieniu Pomorskim, a następnie Przewodniczący Komitetu Obywatelskiego „Solidarność” w Kamieniu Pomorskim od 1989 do maja 1990.

### Działalność publiczna w III RP
Nieformalnie związany z UPR od 1990 z powodu zapisu w statucie, że członkowie UPR nie mogą piastować funkcji wykonawczych w administracji samorządowej i rządowej, po zmianie statutu partii w 1993 został jej formalnym członkiem, którym był do 2002, w tym czasie był członkiem Rady Sygnatariuszów i Konwentyklu. W 2014 złożył deklarację członkowską KNP.

#### Burmistrz Kamienia Pomorskiego
W maju 1990 został burmistrzem Kamienia Pomorskiego, którego budżet w tym czasie był w bardzo złym stanie, a zadłużenie miasta wynosiło 40% planowanego budżetu. W trakcie swojego urzędowania dążył do stworzenia tzw. „gminy minimum”, wprowadzając wiele liberalnych reform, np.:
- zmniejszenie biurokracji (zredukowano z 57 do 27 liczbę urzędników w Urzędzie Gminy);
- obniżenie wszystkich podatków i opłat lokalnych na tyle, na ile pozwalało prawo (w tym czasie były one najniższe w Polsce – ok. 10–15% stawki maksymalnej ministra finansów) – m.in. gmina zrezygnowała z podatku od spadków i darowizn;
- nielimitowanie liczby zezwoleń na alkohole i przyznawanie ich za jedną minimalną opłatą na 50 lat, dzięki czemu m.in. zwiększyła się liczba udzielanych zwolnień, spadły koszty prowadzenia działalności sprzedającej alkohol, zniknęły: warunki do korupcji, zjawisko melin, zagrożenia porządku i czystości poprzez gromadzenie się nietrzeźwych. Wbrew zapowiedziom niektórych polityków, spożycie alkoholu w gminie nie wzrosło[3]. Według innych relacji wzrosło, bo alkohol można było kupić w 250 miejscach. Co za tym idzie, przestępczość wzrosła o 65%[4]
- zaprzestanie finansowania z budżetu gminy prywatnych zainteresowań i hobby wolnego człowieka, np. budowę i utrzymanie obiektów sportowych i działaczy sportowych czy kulturalnych;
- zaprzestanie budowy mieszkań komunalnych i wyprzedaż dotychczasowych za 5% wartości[5][6];
- sprywatyzowanie dzierżawionych dotychczas lokali użytkowych (sklepów, magazynów itd.) w akcji zwanej „Kontrowanie Hilarego Minca”, sprzedając je dotychczasowym pracownikom po wycenie przez biegłego na 10 rat rocznych.

Pieniądze podatników z budżetu gminnego były przeznaczane na cele jego zdaniem służące wszystkim mieszkańcom i tam, gdzie w tym czasie nie było możliwości działania wolnego rynku, czyli np.: rozbudowa infrastruktury (ujęć wody, oczyszczalni ścieków, wodociągów, kanalizacji, budowa dróg, trafostacji, mostów itd.), na oświetlenie i sprzątnie ulic itd. W tym czasie gmina znacząco zwiększyła odsetek budżetu miasta przeznaczany na inwestycje do 55% (w Polsce współczynnik ten wynosił średnio 19,2%) i mimo znaczącego obniżenia podatków i opłat lokalnych budżet gminy był wykonywany z nadwyżką budżetową, a w momencie zakończenia jego zarządzania miasto posiadało nadwyżkę budżetową w wysokości 70% planowanego budżetu. Gmina w tym czasie osiągnęła najwyższy wskaźnik rozwoju gospodarczego w województwie.

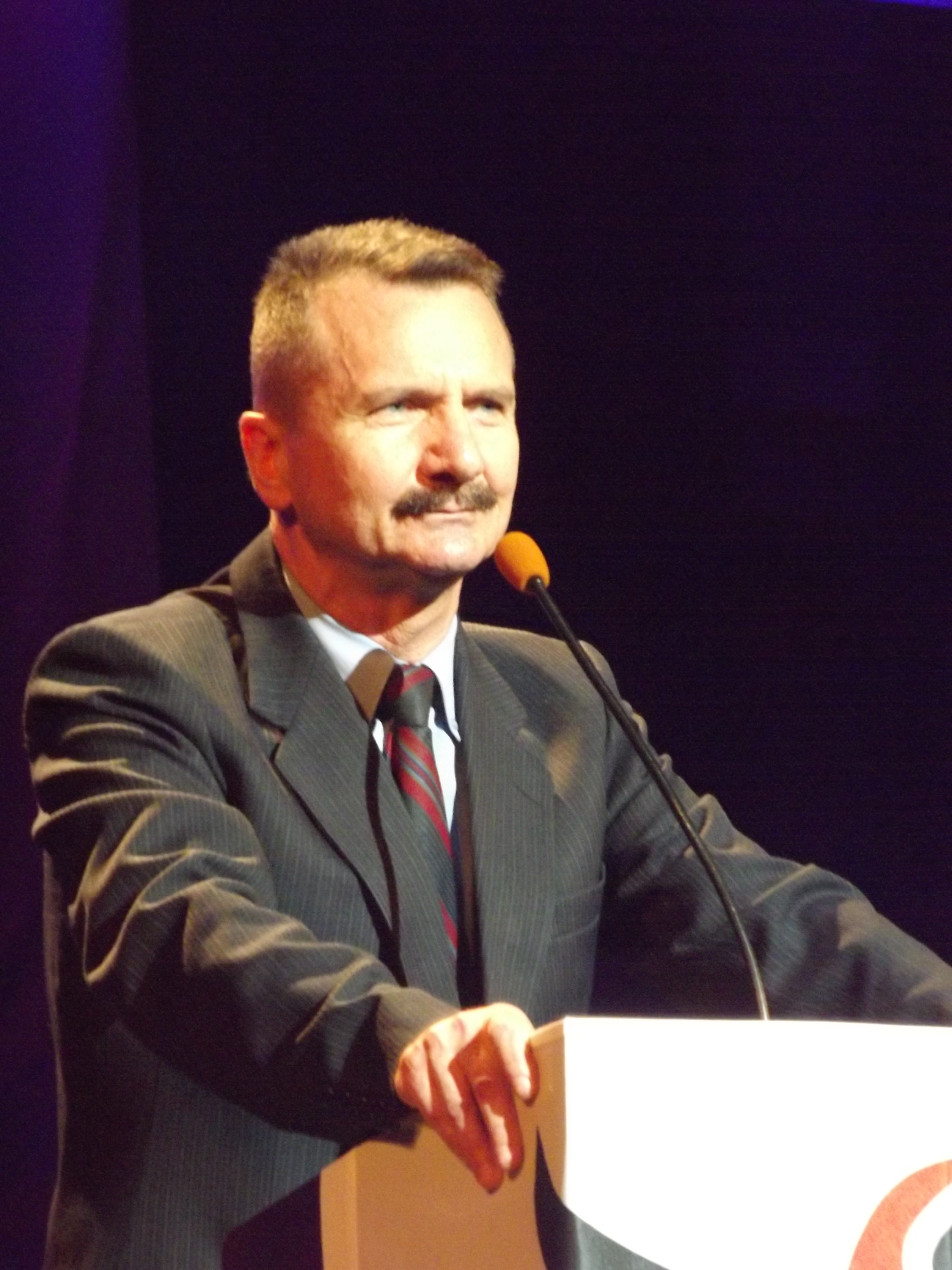
Stefan Oleszczuk podczas II Kongresu Nowej Prawicy Sala Kongresowa, Warszawa 23 marca 2014 r.

Zmiany dokonywane przez Stefana Oleszczuka były podawane jako wzór budowy wolnościowej gminy w Polsce oraz za granicą m.in. w Europie Zachodniej, USA, Kanadzie, Australii czy w Indiach. O wolnościowym casusie Kamienia Pomorskiego napisano prace magisterskie i doktorancką.

#### Kolejne wybory
W 1993 startował w wyborach do Sejmu z listy UPR, zdobywając 5,38% głosów w swoim okręgu (najlepszy wynik spośród wszystkich członków UPR), jednak z powodu nieprzekroczenia przez partię progu wyborczego nie został posłem.
Po zakończonej kadencji burmistrza Kamienia Pomorskiego zrezygnował ze startowania po raz kolejny na to stanowisko, zamiast tego w 1994 ubiegał się najpierw ze stworzoną Ligą Zachodniopomorską o stanowisko prezydenta Szczecina, następnie Krakowa i gminy Warszawy-Wawer. W kolejnych latach brał udział w wyborach samorządowych i do Sejmu jednak bez sukcesów. 10 listopada 1998 został wybrany starostą kamieńskim. Urząd ten pełnił do roku 2002.
W maju 2014 startował w wyborach do parlamentu europejskiego z listy Nowa Prawica – Janusza Korwin-Mikke, podczas których uzyskał 14 005 głosów i mimo że KNP wprowadziło do Parlamentu Europejskiego swoich 4 posłów, to jednak uzyskany wynik nie pozwolił mu uzyskać mandatu do Parlamentu Europejskiego.
W listopadzie 2014 kolejny raz ubiegał się o funkcję prezydenta Szczecina zdobywając 4009 głosów, co stanowiło 3,71% ogółu ważnych.

### Kontrowersje
Został skazany w dwóch procesach karnych. Ponieważ Oleszczuk przez trzy lata nie zapłacił 1600 zł grzywien z nich wynikających, Sąd Rejonowy w Kamieniu Pomorskim zmienił mu grzywny na prace społecznie użyteczne.

## Życie prywatne
Syn Aleksandra i Jadwigi Oleszczuków. Żonaty od 1981 z Danutą z domu Skiba. Ma czworo dzieci: Annę (ur. 1982), Katarzynę (ur. 1986), Michała (ur. 1992) i Marcina (ur. 1997).